# Artoria ulrichi
Artoria ulrichi es una especie de araña araneomorfa del género Artoria, familia Lycosidae. Fue descrita científicamente por Framenau en 2002.
Habita en Australia (Nueva Gales del Sur, Victoria). Los machos tienen una longitud total de 5,1 milímetros; el cefalotórax mide 2,7 mm de largo y 2,0 mm de ancho. Las hembras tienen una longitud total de 6,3 milímetros; el cefalotórax mide 3,25 mm de largo y 2,25 mm de ancho.